# I Am Sam
I Am Sam är en amerikansk film från 2001 i regi av Jessie Nelson. Sean Penn blev Oscarsnominerad som bästa manliga skådespelare för sin roll som den utvecklingsstörde Sam.

## Handling
Den utvecklingsstörde mannen Sam (Sean Penn) är en ensamstående far till en dotter, Lucy (Dakota Fanning). Sam är ett stort fan av The Beatles, och med hjälp av dem och sina udda vänner lyckas han uppfostra Lucy.
När Lucy fyller sju år hotas deras familjeliv av socialen på grund av att Lucys kunskap överstiger Sams. I hopp om att få sin dotter tillbaka anlitar han en självupptagen och skoningslös advokat, Rita Harrison (Michelle Pfeiffer). Tillsammans försöker de bevisa att allt man behöver är kärlek.

## Rollista (urval)
- Sean Penn - Sam Dawson
- Michelle Pfeiffer - Rita Harrison
- Dakota Fanning - Lucy Diamond Dawson
- Dianne Wiest - Annie Cassell
- Loretta Devine - Margaret Calgrove
- Richard Schiff - Mr. Turner
- Laura Dern - Randy Carpenter
- Ken Jenkins - Domare Philip McNeily
- Mary Steenburgen - Dr. Blake
- Elle Fanning - Lucy, som tvååring

## Soundtracks som ingår i filmen
Alla låtar, där inte annat anges, är skrivna av John Lennon och Paul McCartney.
1. Lucy in the Sky with Diamonds – The Black Crowes
2. Two of Us – Aimee Mann och Michael Penn
3. Across the Universe – Rufus Wainwright
4. I'm Looking Through You – The Wallflowers
5. In a Swingin' Mood (Curt Sobel/Gary Schreiner) – Curt Sobel
6. Strawberry Fields Forever – Ben Harper
7. Golden Slumbers – Ben Folds
8. You've Got to Hide Your Love Away – Eddie Vedder
9. Blackbird – Sarah McLachlan
10. Mother Nature's Son – Sheryl Crow